# Lago de Icogne
O Lago Icogne ou também Lago d'Icogne é um lago e reservatório no município de Lens perto da aldeia de Crans-sur-Sierre, no cantão de Valais, na Suíça. O lago tem um volume de 0.040.000 m³ e uma área de 7 ha.